# Gudisihalli, Chik Ballapur
Gudisihalli là một làng thuộc tehsil Chik Ballapur, huyện Kolar, bang Karnataka, Ấn Độ.